# Vlčí důl (Bludov)
Vlčí důl (německy Wolfsthal)  je rekreační oblast v katastru obce Bludov v Olomouckém kraji. 

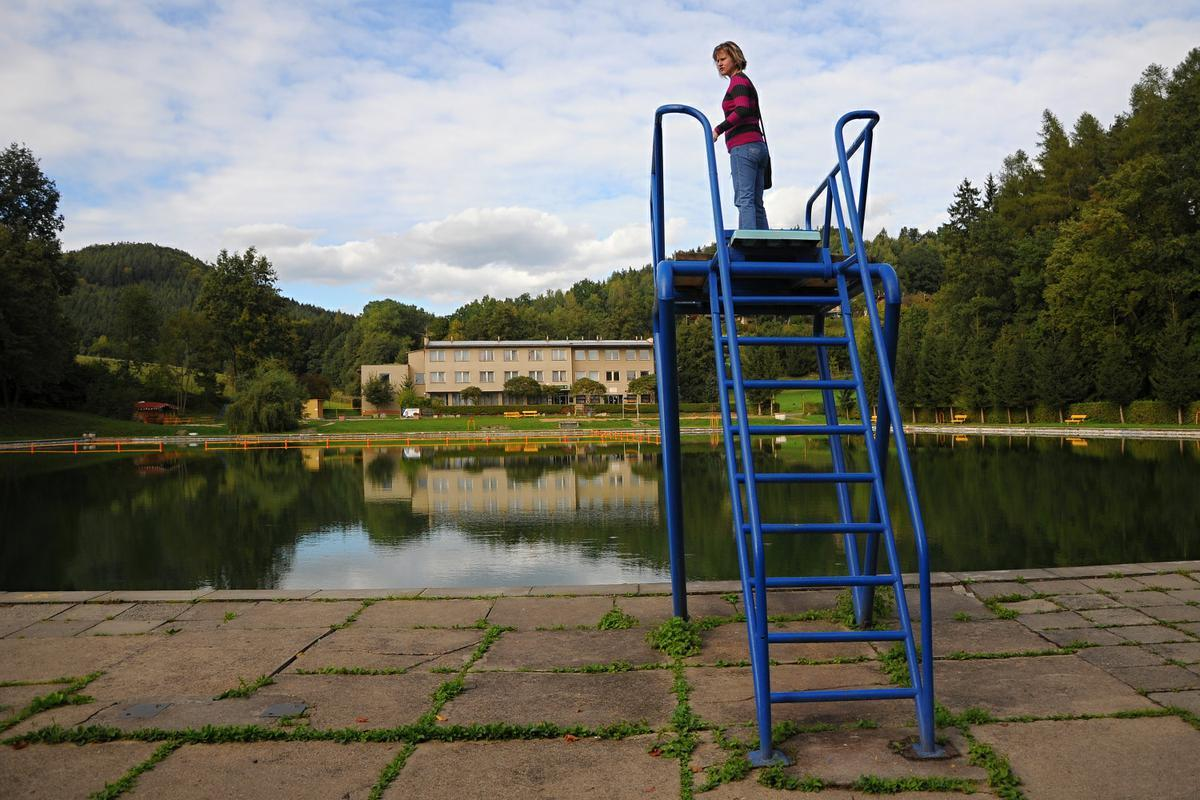
Koupaliště a hotel Vlčí Důl

## Etymologie
Slovo "důl" může být odvozeno jak od slova údolí, tak od hypotetické důlní činnosti v oblasti. 

## Historie
Původně byl na místě dnešního Vlčího dolu Petrovický rybník, který byl v roce 1830 vysušen. Během pozdních 40. let 20. století proběhl neúspěšný pokus o znovuzaložení rybníka. 
Nápad vybudovat v místě koupaliště vznikl v padesátých letech a první práce začaly v roce 1953. Rezort byl budován v rámci Akce Z. 
Bazén byl otevřen 13. července 1963 a byl pojmenován po blízkém údolí. Zdrojem vody je potok Vitonín. Oblast se stala bohatě navštěvovanou a postupem času bylo vystavěno parkoviště, sprchy, toalety, hřiště a zpevněná cesta. 
V roce 1965 bludovský občan František Hroch požádal o povolení na vybudování chaty ve svahu nad Vlčím dolem. Povolení bylo uděleno a Hrochův nápad byl následován dalšími lidmi. Nynější chatová osada čítá 33 staveb. V roce 1985 postavil svou chatu spolek myslivců Hubert. 
V roce 1987 byl vybudován hotel. 

## Současnost
V současné době[kdy?] prošla budova hotelu a restaurace částečnou rekonstrukcí a horní patro je od letošního[kdy?] roku nově připraveno k ubytování. Na podzim tohoto roku také dojde ke kompletní rekonstrukci restaurace  
Obec Bludov ustoupila od záměru projede objektu a formou dlouholetého pronájmu spolupracuje se současným nájemcem. Společnými silami se jim daří budovu i okolí zvelebovat a Vlčí důl si rok od roku získává na větší popularitě. Nejen kvůli koupališti, ale také kvůli kulturním a sportovním akcím, které se v areálu konají.  
Nově je u hotelu možnost kempovat s karavanem či stanem.

## Demografie
Jedna chata je nastálo obývána, ostatní jsou užívány k rekreaci. 

## Externí odkaz
- https://www.facebook.com/VlciDulBludov/ https://www.bezkempu.cz/detail/1948